# Felsőstepanó
Koordináták: é. sz. 49,3641°, k. h. 19,5290°49.364100°N 19.529000°E
Felsőstepanó (szlovákul Horný Štefanov) Stepanó településrésze, 1593-tól 1968-ig önálló falu Szlovákiában, a Zsolnai kerületben, a Turdossini járásban.

## Fekvése
Turdossintól 4 km-re észak-északnyugatra, az Árvai-Magura lábánál fekszik. A mai Stepanó nyugati településrészét képezi.

## Története
Stepanó falu a 14. század második felében keletkezett. 1593-ban az addig egységes Stepanó települést kettéválasztották Alsó- és Felsőstepanóra. Közös bírája volt a szomszédos Alsóstepanóval és Lavkóval. Felsőstepanót külön 1593-ban „Felso Stepanovo” alakban említik először. A kuruc harcokban elpusztult, de újratelepítették. 1776-ban már 311 lakosa volt. 
A 18. század végén Vályi András így ír róla: „Alsó, és Felső Stepano. Két tót falu Árva Várm. földes Ura mind a’ kettőnek Kubínyi Uraság, lakosaik katolikusok, fekszenek Tordosinhoz nem meszsze, és annak filiáji; Magura hegyének szomszédságában; határbéli földgyeik középszerűek.”
1828-ban 61 házában 366 lakos élt, akik főként mezőgazdasággal foglalkoztak. Később a földművelés mellett az állattartás, kosárfonás, szövés és faárukészítést biztosított megélhetést lakóinak.
Fényes Elek 1851-ben kiadott geográfiai szótárában így ír a faluról: „Stepano (Felső), tót falu, Árva vmegyében, 361 kath., 4 zsidó lak. F. u. a Kubinyi család.”
1910-ben 370, túlnyomórészt szlovák lakosa volt. A trianoni diktátumig Árva vármegye Vári járásához tartozott.
1968-ban Alsóstepanóval egyesítették.

## Nevezetességei
- Római katolikus temploma Szűz Mária látogatása tiszteletére van szentelve.

## Külső hivatkozások
- Felsőstepanó Szlovákia térképén

## Lásd még
- Stepanó
- Alsóstepanó